# Bader Ben Hirsi
Al-Bader Ben Yahya al-Hirsi, conhecido como Bader Ben Hirsi, (em árabe: بدر بن هرسي) é um director de cinema e dramaturgo britânico nacionalizado iemenita.

## Biografia

### Primeiros anos e educação
O pai de Hirsi, Yahya al-Hirsi al-Ban, nasceu na cidade iemenita de Lahij. Al-Ban emigrou para o Reino Unido na década de 1960 e ali nasceu e criou-se Bader Ben Hirsi, juntamente com seis irmãos e sete irmãs. Hirsi estudou negócios na Universidade de Buckingham e trabalhou em Londres durante vários anos no mundo das finanças. No entanto, decidiu seguir a sua verdadeira paixão e começou a estudar artes dramáticas, obtendo uma graduação em produção teatral do Colégio Goldsmiths na Universidade de Londres. Três das  suas obras, A Boring Affair, Claptrap e On the Side of the Angels, foram apresentadas no Festival Edinburgh Fringe em Edimburgo, Escócia.
Uma das suas irmãs tornou-se na terceira esposa do príncipe Muhammad al-Badr.

### Carreira profissional
Em 1995, Hirsi visitou o Iémen pela primeira vez, e em 1996 casou-se com uma mulher iemenita. Em 1998 teve a sua primeira filha, Thea, e dois anos depois teve outra menina, Lana. Em 2004 nasceu o seu terceiro filho, Xane, um varão. No ano 2000, Hirsi publicou o documentário The English Sheikh and the Yemeni Gentleman, dirigido e produzido com a ajuda do expatriado britânico Tim Mackintosh-Smith.
Em 2005 estreou alonga-metragem A New Day in Old Sã'a (um filme dramático filmado na sua totalidade em Saná, a capital do Iémen), o qual se converteu na primeira longa-metragem rodada completamente no Iémen e no primeiro filme desse país a ser exibida no prestigioso Festival Internacional de Cinema de Cannes. O mesmo Hirsi apareceu no filme em modo de cameo interpretando um génio no final do filme. Meses depois, A New Day in Old Sã'a ganhou o prémio de melhor filme árabe no Festival Internacional de Cinema do Cairo, no qual o ministro de cultura egípcio lhe entregou um reconhecimento ao director pelo "seu papel na promoção do cinema no mundo árabe".